# Acraea aurivillii
Acraea aurivillii är en fjärilsart som beskrevs av Otto Staudinger 1896. Acraea aurivillii ingår i släktet Acraea och familjen praktfjärilar. Inga underarter finns listade i Catalogue of Life.